# Potameiden
Potameiden oder Potamiden (altgriechisch Ποταμηΐδες Potamēḯdes, auch Ποταμίδες Potamídes,  von ποταμός potamós, deutsch ‚Fluss‘) sind in der griechischen Mythologie Nymphen von Flüssen. Sie sind eng mit den ihnen zugehörigen Gewässern verbunden. Stirbt eine Potameide, trocknet ihr Fluss aus.